# President's Cup 2008
Il President´s Cup 2008 è stato un torneo di tennis facente parte della categoria ATP Challenger Series nell'ambito dell'ATP Challenger Series 2008. Il torneo si è giocato a Astana in Kazakistan dal 3 al 9 novembre 2008 su campi in cemento e aveva un montepremi di $75 000.

## Vincitori

### Singolare
Andrej Golubev ha battuto in finale  Laurent Recouderc con il punteggio di 1–6, 7–5, 6–3

### Doppio
Michail Elgin /  Aleksandr Kudrjavcev hanno battuto in finale  George Bastl /  Marco Chiudinelli con il punteggio di 6–4, 6(8)–7, [10–6]